# Finals feliços
Finals feliços (títol original: Happy Endings) és una pel·lícula coral estatunidenca realitzat per Don Roos i estrenada l'any 2005. Ha estat doblada al català.

## Argument
Tres històries interrelacionades plantegen el fet que els finals feliços siguin els més inesperats. La primera, mostra els problemes entre un pare (Ray Liotta) i un fill interessats per la mateixa dona (Maggie Gyllenhaal). La segona, és el retrat de dos matrimonis: un dels marits podria ser el pare del fill nounat de l'altre. I la tercera descriu les tribulacions d'una dona (Llissa Kudrow) que fa anys va donar al seu fill en adopció i que pateix el xantatge d'un productor de televisió que li ofereix informació sobre el seu parador.

## Repartiment
- Lisa Kudrow: Mamie Toll
- Steve Coogan: Charley Peppitone
- Tom Arnold: Frank McKee
- Jason Ritter: Otis McKee
- Maggie Gyllenhaal: Jude
- Bobby Cannavale: Javier Duran
- Jesse Bradford: Nicky Kunitz
- David Sutcliffe: Gil Palmer
- Laura Dern: Pam Ferris
- Sarah Clarke: Diane
- Johnny Galecki: Miles